# مالينا ويسمان
مالينا ويسمان (بالإنجليزية: Malina Weissman)‏ (مواليد 12 مارس 2003 في نيويورك)، هي ممثلة وعارضة أزياء أمريكية بدأت مسيرتها الفنية سنة 2013. اشتهرت بعد لعبها دور ايبريل آونيل في فيلم سلاحف النينجا سنة 2014.

## أعمالها

### الأفلام
- سلاحف النينجا (2014)
- تسعة أرواح (2016)

### المسلسلات
- سوبرغيرل (2015 - 2017)
- سلسلة من الأحداث السيئة (2017 - حتى الآن)

## وصلات خارجية
- مالينا ويسمان على موقع IMDb (الإنجليزية)
- مالينا ويسمان على موقع روتن توميتوز (الإنجليزية)
- مالينا ويسمان على موقع قاعدة بيانات الفيلم (الإنجليزية)